# 南港大坑
南港大坑，是臺北市的一個地名，位於今南港區東南端，行政區為舊莊里東南部。

## 歷史
台灣清治末期至日治前期，該地區為一街庄，稱為「南港大坑庄」，隸屬於大加蚋堡。該庄北隔大坑溪與橫科庄、什三份庄為鄰，東與鹿窟庄為鄰，東南邊為排藔庄，南邊為新興坑庄、土庫庄，西邊為南港舊庄。
1901年（日治明治三十四年）11月，該庄隸屬於臺北廳，編為第八區。1906年（明治三十九年）1月，第七、八兩區合併，並改名「南港區」。1920年（大正九年）南港大坑庄改制為「南港大坑」大字，隸屬於臺北州七星郡內湖庄。
戰後內湖庄改制為內湖鄉，隸屬於臺北縣，大字亦改制為村。1946年7月，南港、內湖分治，南港大坑地區改隸屬於「南港鎮」，村亦改制為里。1968年7月臺北市改制為院轄市，南港鎮併入成為南港區。1990年3月，臺北市各區重劃，該地區仍屬於南港區。

## 交通
舊莊街二段橫貫南港大坑地區，大致沿大坑溪溪谷而建，是主要的聯絡道路。舊莊街二段200巷為鄉道北32線的延伸道路，經過本地區西南部，與舊莊街共同構成南港通往石碇的道路。國道5號雖經過本地區西南部，但在境內未設交流道。

## 廟宇
- 大豐福興宮
- 南港聖母宮
- 舊莊天后宮

## 民俗文化
- 農曆三月二十日舊莊地區聯合恭迎天上聖母遶境